# Ricardo de Ortega y Díez
Ricardo de Ortega y Díez   (Madrid, 10 d'agost de 1838 - Madrid, 3 de desembre de 1917) fou un general espanyol, Governador interí de Puerto Rico durant tres períodes de la Guerra hispano-estatunidenca.
Es va formar al Col·legi d'Infantería i va esdevenir subtinent a l'edat de 17. De 1859 a 1860, va servir a Àfrica on va ascendir a Capità. El 24 de maig de 1873, va ser ascendit a Tinent General i va participar en diverses accions contra els Carlistes. A principis dels 1880s, fou el Director de l'Escola Central de Tiroteig, inventant un ràpid carregador per fusells el 1889.
El 1892, va assolir la posició de general de divisió i va retornar a Àfrica l'any següent per treballar amb les tribus de Melilla. El 1895, va servir com a Governador Militar de Madrid. El 19 de febrer de 1896, va ser anomenat segon Caporal de la Capitanía General de Puerto Rico i Governador Militar de San Juan. El 16 d'octubre de 1898 es va reunir a la Fortalesa amb els generals Eugenio Vallarino, José Sánchez Del àguila, com a representants del govern d'Espanya, i amb els generals nord-americans John R. Brooke, William V. Gordon i Winfield S. Sheley per signar les actes de lliurament de Puerto Rico als Estats Units. El 18 d'octubre de 1898 va lliurar el comandament de l'illa al general John R, Brooke.
El 1901, després de la Guerra hispano-estatunidenca, va ser anomenat Tinent General i el 1903 va ser ascendit a Capità general de les Illes Balears fins al 1910. Aquell any va passar a la reserva després de 54 anys de servei militar. Va morir a Madrid, el 3 de desembre de 1917.